# Micrurus carvalhoi
Micrurus carvalhoi (бразильський стрічковий кораловий аспід) — вид отруйних змій родини аспідових (Elapidae). Мешкає в Південній Америці.

## Поширення і екологія
Бразильські стрічкові коралові аспіди мешкають в Бразилії, на сході Парагваю та на північному сході Аргентини (Коррієнтес). Вони живуть в лісах, саванах і галерейних лісах.